# Mengkendek
Mengkendek ist ein Distrikt (Kecamatan) im Regierungsbezirk (Kabupaten) Tana Toraja in der Provinz Südsulawesi, Indonesien. Hauptort ist Ge'tengan.
Der Distrikt gliedert sich in 17 Dörfer (13 Lembang und 4 Kelurahan):
Lembang:
- Buntu Datu
- Buntu Tangti
- Gasing
- Kandora
- Ke'pe Tinoring
- Marinding
- Pakala
- Palipu
- Patengko
- Randanan
- Rante Dada
- Uluway
- Uluway Barat

Kelurahan:
- Rantekalua'
- Lemo
- Tengan
- Tampo